# Campeonato Panamericano de Judo de 1978
El XI Campeonato Panamericano de Judo se celebró en Buenos Aires (Argentina) en 1978 bajo la organización de la Unión Panamericana de Judo.
En total se disputaron ocho pruebas diferentes, todas ellas en la categoría masculina.

## Resultados

### Masculino
| Evento            | Oro                           | Plata                       | Bronce                                                        |
| ----------------- | ----------------------------- | --------------------------- | ------------------------------------------------------------- |
| –60 kg            | Keith Nakasone Estados Unidos | David Carter · Canadá       | Rafael González de la Vega · México · Luiz Shinohara · Brasil |
| –65 kg            | Guillermo Wong Sánchez · Cuba | Mike Swain Estados Unidos   | Mauro Junqueira · Brasil · Omar Abdala · Argentina            |
| –71 kg            | Guillermo D'Nelson May · Cuba | Roberto Machusso · Brasil   | Alain Cyr · Canadá · Michael Vincenti · Estados Unidos        |
| –78 kg            | Carlos da Cunha · Brasil      | Brett Barron Estados Unidos | José Strático · Argentina · Iván Valiente Canalejo · Cuba     |
| –86 kg            | Isaac Azcuy Oliva · Cuba      | Tommy Martin Estados Unidos | Alejandro Strático · Argentina · Louis Jani · Canadá          |
| –95 kg            | Venancio Gómez · Cuba         | Carlos Pacheco · Brasil     | Tom Greenway · Canadá · James Thompson · Estados Unidos       |
| +95 kg            | Oswaldo Simões · Brasil       | José Ibáñez Gómez · Cuba    | John Saylor Estados Unidos Julio Abraham Argentina            |
| Categoría abierta | Héctor Estévez Puerto Rico    | José Ibáñez Gómez · Cuba    | Oswaldo Simões · Brasil                                       |

## Medallero
| Núm. | País           | Oro | Plata | Bronce | Total |
| ---- | -------------- | --- | ----- | ------ | ----- |
| 1    | Cuba           | 4   | 2     | 1      | 7     |
| 2    | Brasil         | 2   | 2     | 3      | 7     |
| 3    | Estados Unidos | 1   | 3     | 3      | 7     |
| 4    | Puerto Rico    | 1   | 0     | 0      | 1     |
| 5    | Canadá         | 0   | 1     | 3      | 4     |
| 6    | Argentina      | 0   | 0     | 4      | 4     |
| 7    | México         | 0   | 0     | 1      | 1     |
|      | TOTAL          | 8   | 8     | 15     | 31    |